# Línea 67 (Buenos Aires)
La línea 67 de colectivos metropolitanos de Buenos Aires es una línea de autobuses perteneciente a la empresa Transportes del Tejar S.A.
Cubre un recorrido que une la intersección de la Avenida Primera Junta y la calle Juan B. Ambrosetti, en el barrio de Munro, con el cruce de la calle Dr. Enrique Finocchietto y de la Calle Salta, en el barrio porteño de Constitución.
Actualmente esta línea tiene el 40% de las acciones compradas por la UTE de las líneas 12, 59 y 68. La línea 12 (Transportes Automotor Callao) que es la encargada de esta UTE, se encuentra incorporando unidades que vienen de esa línea o de la línea 124 equipadas algunas con aire acondicionado y butacas de media distancia

## Unidades
Colores: Las unidades están pintadas en gran parte de color rojo, con líneas naranjas y blancas.
Unidades en circulación: 70

## Administración
- Ambrosetti y Fray Cayetano Rodríguez. Munro.
- Teléfono: (011) 4762-3810 opción 1

## Puntos de interés dentro o en cercanías del recorrido
- Parque Sarmiento
- Parque Saavedra (a 400 m)
- Hospital Pirovano (a 400 m)
- Avenida Cabildo
- Centro Comercial de Belgrano
- Plaza Belgrano (a 100 m)

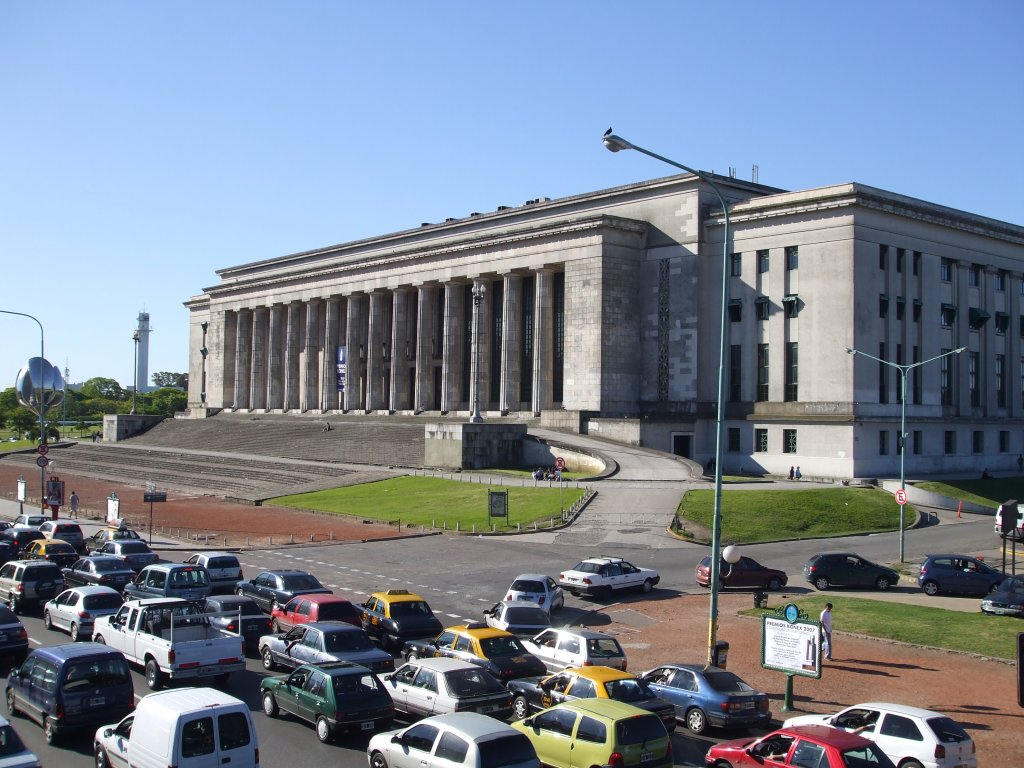
La Facultad de Derecho, parte de su recorrido de vuelta.

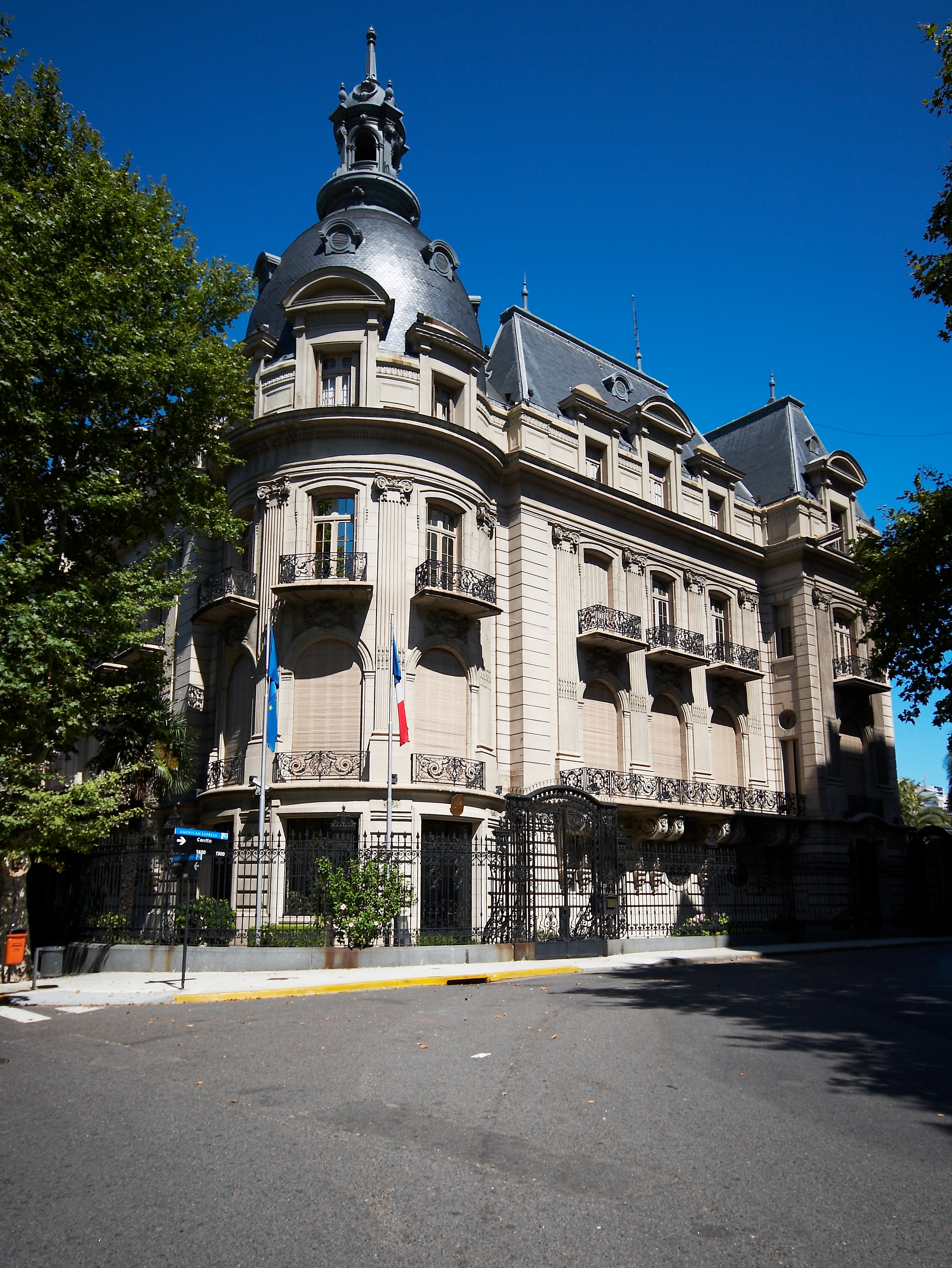
La Embajada de Francia en Buenos Aires.

- Parroquia Inmaculada Concepción, más conocida como La Redonda de Belgrano (a 100 m)
- Barrancas de Belgrano (a 700 m)
- Museo de Arte Español Enrique Larreta (a 100 m)
- Museo Casa de Rogelio Yrurtia (a 500 m)
- Colegio Nuestra Señora de la Misericordia
- Shopping El Solar de la Abadía
- Hospital Militar Central de Buenos Aires
- Instituto Geográfico Nacional
- Viaducto Carranza
- Regimientos 1 y 2 de Patricios
- Portal Palermo Shopping (a 300 m)
- Puente Pacífico
- La Rural
- Plaza Italia
- Zoológico de Buenos Aires
- Jardín Botánico de Buenos Aires
- Monumento a La Carta Magna y las Cuatro Regiones Argentinas, conocido popularmente como Monumento de los españoles
- Bosques de Palermo
- Planetario de Buenos Aires
- Monumento al General Justo José de Urquiza
- Jardín Japonés de Buenos Aires
- Hospital J. Fernández (a 100 m)
- Club de Amigos
- Torres Le Parc Figueroa Alcorta
- Museo de Arte Latinoamericano de Buenos Aires (MALBA)
- Shopping Paseo Alcorta (a 100 m)
- Canal 7, la Televisión Pública
- Plaza de las Naciones Unidas
- Floralis Genérica
- Cementerio de la Recoleta (a 100 m)
- Plaza Intendente Alvear, comúnmente conocida como Plaza Francia
- Museo Nacional de Bellas Artes
- Facultad de Derecho
- Centro Municipal de Exposiciones
- Parque Thays
- Shopping Patio Bullrich
- Avenida Alvear
- Palacio Pereda, residencia del embajador de Brasil en Buenos Aires
- Embajada de Francia en Buenos Aires
- Palacio de Justicia de la Nación
- Teatro Colón
- Obelisco de Buenos Aires
- Plaza Constitución

### Estaciones de tren y subte en su recorrido

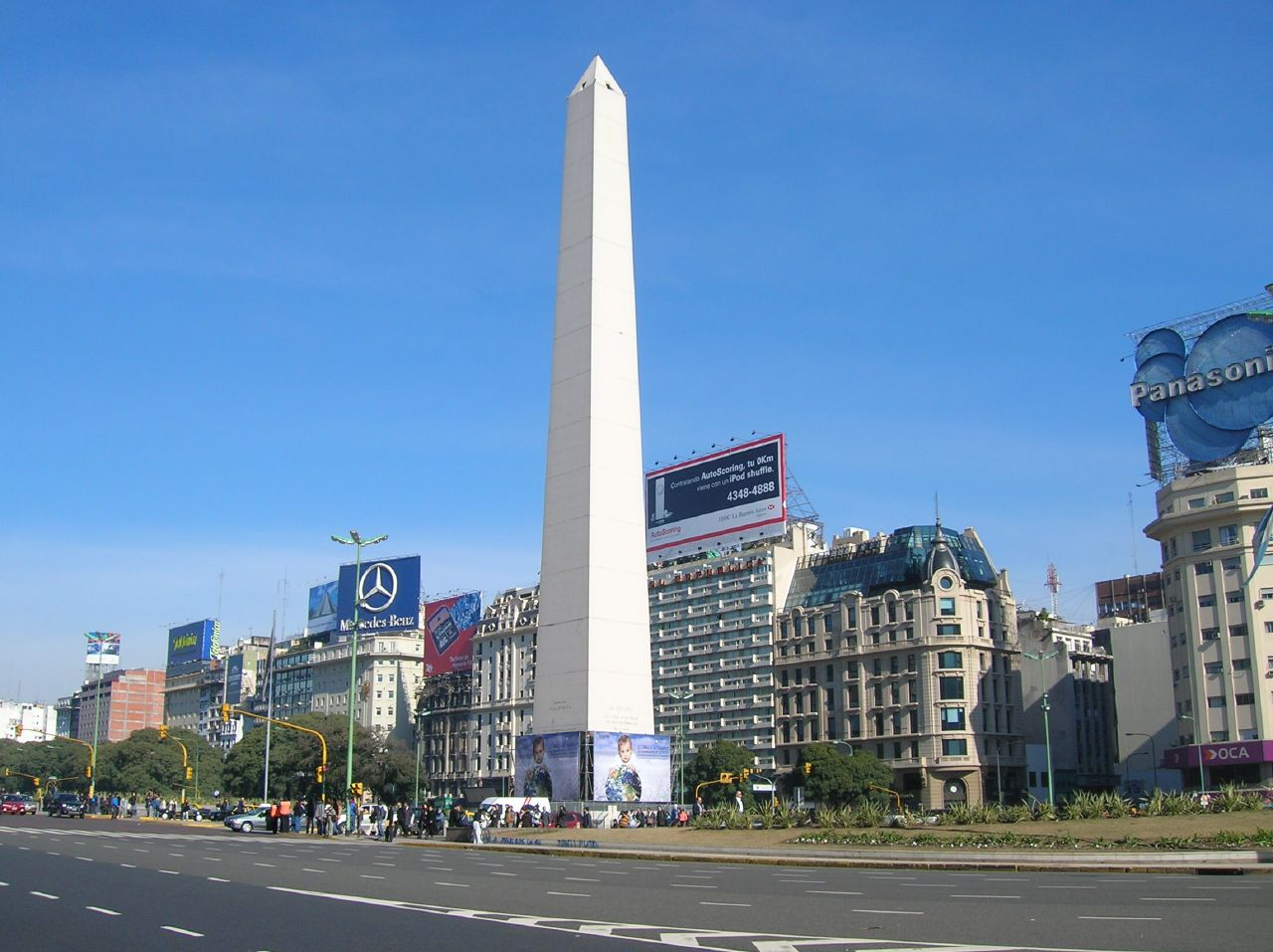
El Obelisco de Buenos Aires, punto turístico por excelencia, es uno de los más importantes sitios a visitar en su trayecto a Barracas.

- Estación L. M. Saavedra (Línea Mitre)
- Estación Ministro Carranza (Línea Mitre)
- Estación Palermo (Línea San Martín)
- Estación Constitución (Línea Roca)
- Estación Lima
- Estación Carlos Pellegrini
- Estación Diagonal Norte
- Estación Avenida de Mayo
- Estación Moreno
- Estación Independencia
- Estación San Juan
- Estación Constitución
- Estación Juramento
- Estación José Hernández
- Estación Olleros
- Estación Ministro Carranza
- Estación Palermo
- Estación Plaza Italia
- Estación 9 de Julio
- Estación Independencia

## Ramales
Posee un ramal y un ramal fraccionario:
- El ramal A que atraviesa el Viaducto Carranza.
- El ramal fraccionario no llega a Munro, sino hasta Villa Martelli los días hábiles, para reforzar el servicio hacia Buenos Aires en su mayor demanda.
- El ex ramal B fue eliminado después de la habilitación de la extensión del Metrobús Norte (desde Av.Congreso hasta Plaza Italia). Las líneas 41 y 68 también tuvieron que eliminarlo

## Recorrido y frecuencias

#### RECORRIDO
De Munro a Constitución:
Desde Fray Cayetano Rodríguez y Ambrosetti por esta, Av. Ader, Luis M. Drago, Fleming, H. Yrigoyen, A. Beruti, Av. San Martín, French, Av. Francisco N. de Laprida; Av. Bartolomé Mitre;  -cruce Avenida General Paz, paso a Buenos Aires-; Av. R. Balbín; Av. Olazabal; Conesa; Mendoza; Avenida Cabildo(Metrobús (Buenos Aires)) Viaducto Carranza Av. Santa Fe(Centro de Trasbordo Pacífico); Calzada Circular de Plaza Italia; Av. Sarmiento; Av. del Libertador;  Cerrito; Arroyo; Avenida 9 de Julio (Metrobús); Lima; Constitución; Lima Oeste; Av. Brasil; Lima; 15 de noviembre de 1889 hasta Salta 1820.
De Constitución a Munro:
Desde Salta 1820, por esta; Av. San Juan; Avenida 9 de Julio (Metrobús); Carlos Pellegrini; Av. del Libertador; Av. Figueroa Alcorta; Av. Sarmiento; Calzada Circular de Plaza Italia;(Centro De Transbordo Pacífico), Av. Santa Fe;(Viaducto Carranza);(Metrobús Norte) Av. Cabildo; Av. Juramento; Vuelta de Obligado; Olazabal; Av. Dr. Ricardo Balbín; -cruce Avenida General Paz, paso al Partido de Vicente López-; Av. Bartolomé Mitre; Av. Francisco N. de Laprida; Talcahuano; Gral. M. M. de Güemes, Gervasio Posadas, Gral. Roca, Blanco Encalada, H. Hirigoyen, Fleming, Luis M. Drago, Primera Junta hasta Zapala donde termina.

### Frecuencias

#### Sábados
- De 03:35 a 05:00 : cada 10 minutos
- De 05:00 a 05:55 : cada 5 minutos
- De 06:00 a 07:30 : cada 4 minutos
- De 07:30 a 20:00 : cada 3 o 8 minutos
- De 20:00 a 00:00 : cada 10 minutos

#### Domingos y feriados
- De 00:10 a 03:20 : cada 30 minutos
- De 03:20 a 06:00 : cada 60 minutos
- De 06:10 a 07:30 : cada 10 minutos
- De 07:30 a 20:00 : cada 5 o 7 minutos
- De 20:00 a 00:00 : cada 10 minutos